# Vallerotonda
Vallerotonda é uma comuna italiana da região do Lácio, província de Frosinone, com cerca de 1854 habitantes. Estende-se por uma área de 59 km², tendo uma densidade populacional de 31 hab/km². Faz fronteira com Acquafondata, Cervaro, Filignano (IS), Rocchetta a Volturno (IS), San Biagio Saracinisco, Sant'Elia Fiumerapido, Viticuso.

## Demografia
| Variação demográfica do município entre 1861 e 2011                               |
|                                                                                   |
| Fonte: Istituto Nazionale di Statistica (ISTAT) - Elaboração gráfica da Wikipedia |